# Mrčkovina
Mrčkovina (cyr. Мрчковина) – wieś w Serbii, w okręgu zlatiborskim, w gminie Prijepolje. W 2011 roku liczyła 16 mieszkańców.